# Поздняково (Дмитровский городской округ)
Поздняково — деревня в Дмитровском районе Московской области, в составе Сельского поселения Большерогачёвское. Население — 19 чел. (2010). До 2006 года Поздняково входило в состав Большерогачевского сельского округа.

## Расположение
Деревня расположена на северо-западе района, примерно в 24 км северо-западнее Дмитрова, на левом берегу безымянного ручья, впадающем слева в Левый Нагорный канал (бассейн реки Яхромы), высота центра над уровнем моря 144 м. Ближайшие населённые пункты — Кочергино на юге и Васнево на юго-востоке, обе на противоположном берегу ручья.

## Население
| 2002 | 2006 | 2010 |
| ---- | ---- | ---- |
| 29   | ↘13  | ↗19  |